# Ar'arat an-Naqab
Ar'arat an-Naqab (en arabe : عرعرة) ou Ar'ara BaNegev (en hébreu : עַרְעָרָה בַּנֶּגֶב), anciennement Aroer, est une ville bédouine du district sud d'Israël.
Ar'arat an-Naqab a été fondée en 1982 dans le cadre d'un projet gouvernemental visant à installer les Bédouins dans des colonies permanentes. C'est l'une des sept communes bédouines du désert du Néguev dotées de plans approuvés et d'infrastructures développées.